# 埃布斯多夫烈士
埃布斯多夫烈士是一群天主教殉道者。公元 880 年冬天，他们在吕讷堡荒原战役（埃布斯托夫附近）中阵亡。  2月2日是他们的瞻礼日。

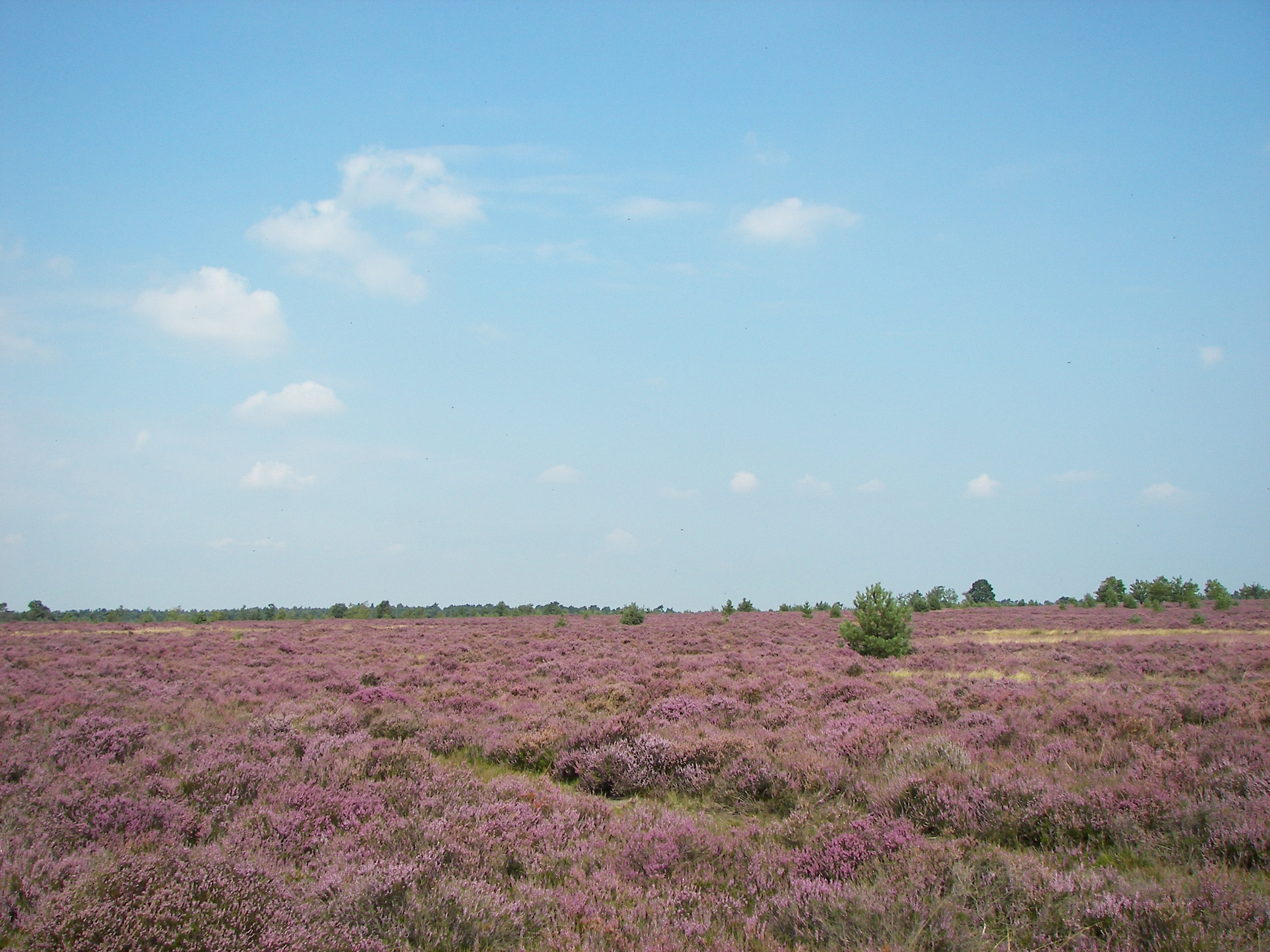
吕讷堡石楠草原景象

## 被广泛承认的烈士们
殉道者人数众多，被广泛认同的有名姓有32人：
主教
马夸德（Marquard），希尔德斯海姆主教
戈伯特（Gobbert），奥斯纳布吕克主教
埃尔卢夫（Erlulf），凡尔登主教
迪特里希（Dietrich），明登主教
骑士
威格曼（Wigmann）
巴尔多（Bardo，三位）
留特里克（Thioterik，二位）
格里奇（Gerrich）
柳道夫（Liudolf）
福克沃德（Folkward）
阿文（Avan）
贵族
- 留塔尔（Liuthar ），施塔德伯爵
- 布鲁诺 (萨克森公爵)
- 阿德尔拉姆（Adelram）
- 阿尔富努斯（Alfuïnus）
- 阿德斯塔（Addesta）
- 阿伊达（Aida，二位）
- 渡渡（Dodo）
- 博多（Bodo）
- 沃尔（Wal）
- 哈利夫（Halif）
- 胡米尔杜伊努斯（Humilduïnus）
- 阿达尔温（Adalwin）
- 韦林哈特（Werinhart）
- 狄奥多里希（Theodorich）
- 希尔德沃特（Hildewart）
- 巴多夫（Bardolf）
- 希瓦尔特（Hivart）

在爱丁顿战役中，他们与被击退的维京人战斗殉道。 